# Гальмаков, Сергей Георгиевич
Сергей Георгиевич Гальмаков (укр. Сергій Григорович Гальмаков; родился 16 марта 1971) — украинский футболист, защитник.

## Карьера
Воспитанник павлоградского «Горняка», за который играл в 1990—1991 годах. С 1991 по 1993 год играл за клубы из низших дивизионов Украины. В 1993 году перешёл в днепропетровский «Днепр», но сыграв один матч в кубке, ушёл из клуба. После ухода из «Днепра» играл в павлоградском «Шахтёре» и новомосковском «Металлурге». В 1996 году перешёл в сочинскую «Жемчужину», игравшую на тот момент в высшей лиге. 11 марта в матче против московского «Динамо» дебютировал в чемпионате России. 9 июля 1997 года в матче против московского «Торпедо» забил первый гол в высшей лиге. Всего за «Жемчужину» в чемпионате России провёл 58 матчей и забил 4 мяча. В 1999 году перешёл в нижегородский «Локомотив», но не сыграв ни одного матча, вернулся в «Жемчужину», где и закончил карьеру игрока.